# Ferdinand von Wimmer
Ferdinand von Wimmer (18. prosince 1860 Persenbeug – 3. listopadu 1919 Achenkirch) byl rakousko-uherský, respektive předlitavský státní úředník, bankéř a politik, v letech 1917–1918 ministr financí Předlitavska.

## Biografie
Roku 1888 získal doktorát práv a působil následně ve státní službách, nejdříve od roku 1889 na finanční prokuratuře, od roku 1891 přímo na ministerstvu financí. Postupně byl povyšován a roku 1905 získal titul ministerského rady, v roce 1910 se stal sekčním šéfem. Podílel se na zásadních rozhodnutích měnové politiky a centrální banky Oesterreichisch-ungarische Bank.
Za vlády Ernsta Seidlera se stal ministrem financí, zpočátku coby provizorní správce rezortu. Post si udržel i v následující vládě Maxe Hussarka. Funkci zastával od 23. června 1917 do 25. října 1918. Ve funkci ministra musel čelit kolapsu měny, inflaci a rozvratu ekonomiky.
V březnu 1919 byl jmenován viceguvernérem centrální banky Oesterreichisch-ungarische Bank. Během několika týdnů zemřel guvernér banky Ignaz Gruber, takže Wimmer fakticky řídil tuto instituci. Ve funkci řešil zejména dělení jednotného měnového prostoru bývalé monarchie. Zemřel v listopadu 1919 na rekreačním pobytu v Tyrolsku.